# Ludwik Cohn

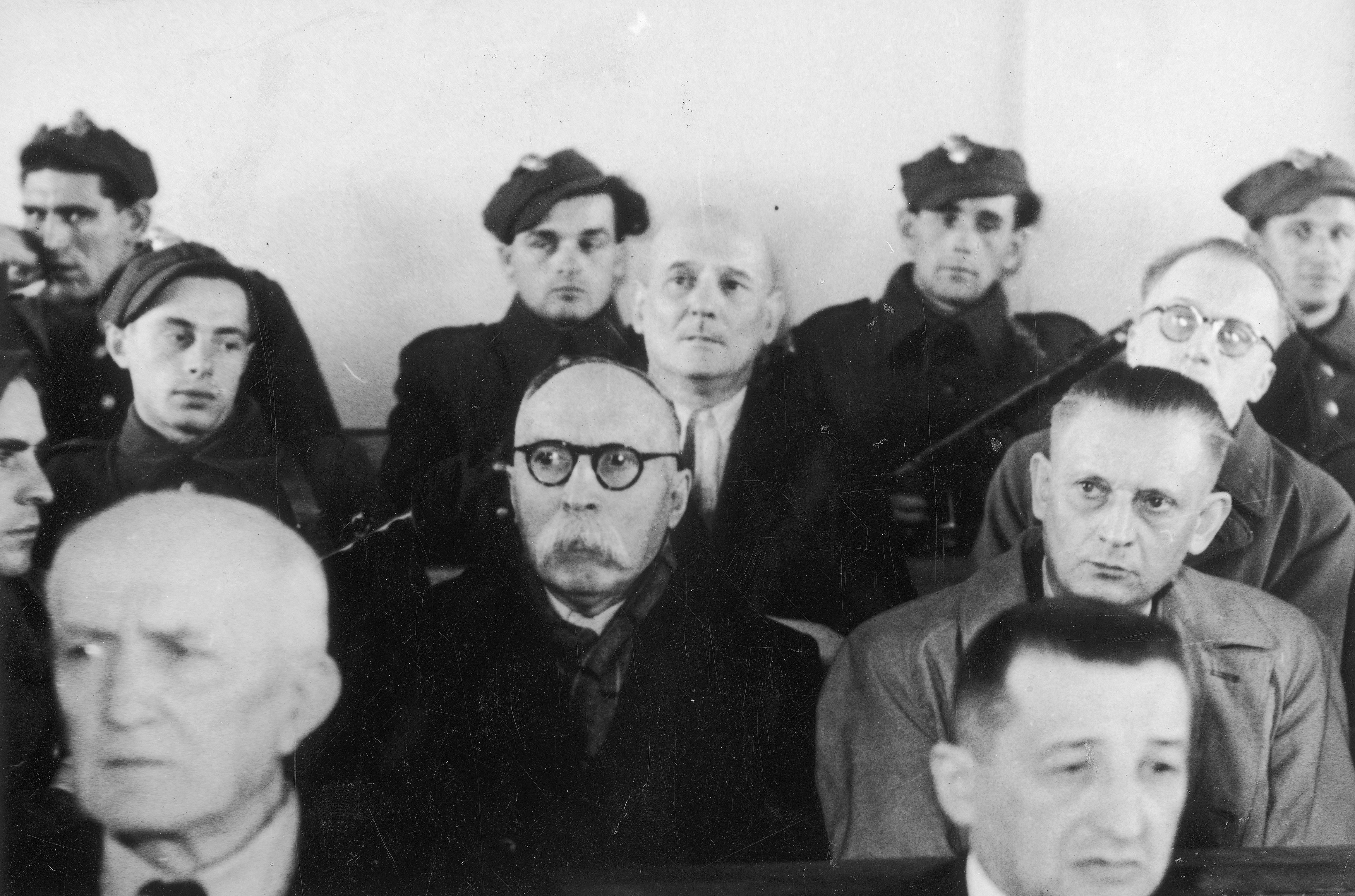
Ludwik Cohn na ławie oskarżonych w procesie PPS-WRN 1948 – obok Kazimierza Pużaka

Ludwik Roman Cohn (ur. 23 czerwca 1902 w Warszawie, zm. 14 grudnia 1981 tamże) – polski adwokat, radca prawny i działacz socjalistyczny, obrońca w wielu procesach politycznych, współzałożyciel Komitetu Obrony Robotników i Komitetu Samoobrony Społecznej „KOR”.

## Życiorys
Urodził się w Warszawie w rodzinie pochodzenia żydowskiego, jako syn notariusza Filipa Cohna i Zofii z domu Starkman. Jego bratem był prawnik i muzyk Juliusz Cohn (1899–1975).
Od 1917 członek nielegalnego Związku Młodzieży Postępowo-Niepodległościowej (od 1918 Związku Polskiej Młodzieży Socjalistycznej). Od 1919 do 1921 wiceprzewodniczący KC ZPMS. Po otrzymaniu 7 czerwca 1920 świadectwa maturalnego w Szkole Handlowej Zgromadzenia Kupców w Warszawie, zgłosił się 12 lipca 1920 ochotniczo do wojska. Uczestniczył w wojnie polsko-bolszewickiej na froncie w stopniu kanoniera w 9 pułku artylerii polowej do listopada 1920. Od listopada 1920 do października 1924 studiował prawo uzyskując stopień magistra praw. Studiował również nauki historyczne. W tym czasie członek Związku Niezależnej Młodzieży Socjalistycznej (w okresie 1925–1927 członek Komitetu Wykonawczego).
Od 1918 r. należał do Polskiej Partii Socjalistycznej. W latach 1923–1932 był sekretarzem Centralnego Wydziału Młodzieży Towarzystwa Uniwersytetu Robotniczego, a następnie sekretarzem Komitetu Centralnego OM TUR. Od 1932 do 1936 przewodniczący Komitetu Centralnego OM TUR. Wraz z Adamem Ciołkoszem reprezentował polską młodzież socjalistyczną w Socjalistycznej Międzynarodówce Młodzieży. Od 1931 do 1934 był członkiem Centralnego Sądu Partyjnego PPS, a od 1934 do 1937 członkiem jej Rady Naczelnej. Od 1933 do 1936 wiceprzewodniczący Centralnego Wydziału Młodzieży PPS.
Po ukończeniu studiów pracował Związku Obrony Kresów Wschodnich, a następnie w Ministerstwie Pracy i Opieki Społecznej. Od 1931 do 1939 pracował jako adwokat. Był obrońcą w procesach politycznych w II RP (bronił m.in. Bolesława Drobnera). W latach 1936 – 1939 jako obrońca był objęty śledztwem, pod zarzutem ujawnienia rodzinie klienta oskarżonego o szpiegostwo na rzecz ZSRR tajemnicy, dotyczącej bezpieczeństwa państwa. W związku ze śledztwem w lipcu 1936 przebywał kilkanaście dni w więzieniu mokotowskim. Ostatecznie został uniewinniony przez Sąd Najwyższy w 1939. Uznany był jednak przez władze za osobę podejrzaną jako „jednolitofrontowiec”, „członek opozycji w PPS i antymilitarysta”. Z tego powodu nie otrzymał karty mobilizacyjnej w 1939.
Zgłosił się we wrześniu 1939 ochotniczo do wojska. Brał udział w obronie Warszawy w czasie kampanii wrześniowej jako podporucznik w szeregach 36 pułku piechoty Legii Akademickiej. Odznaczony 29 września 1939 Krzyżem Walecznych. Przebywał w niewoli niemieckiej w obozach jenieckich: Colditz, Prenzlau Hammerstein, a od września 1940 w Oflagu II C Woldenberg.
Po powrocie do Polski w lutym 1945 włączył się w działalność pozostającej w konspiracji PPS-WRN, współpracował m.in. z Kazimierzem Pużakiem. Jesienią 1945 r. uczestniczył w podjętej przez Zygmunta Żuławskiego i innych próbie utworzenia Polskiej Partii Socjalno-Demokratycznej, do czego nie dopuściły władze komunistyczne. Odmówił przyjęcia mandatu członka Rady Naczelnej „lubelskiej” PPS w 1946. Przed wyborami 1947 r. współdziałał z Żuławskim, próbującym wystawić kandydatów PPS na listach Polskiego Stronnictwa Ludowego.
20 maja 1947 został aresztowany pod zarzutem działalności w konspiracyjnej PPS-WRN. W procesie przywódców WRN został w listopadzie 1948 skazany na 5 lat więzienia, utratę praw obywatelskich na dwa lata i przepadek całego mienia. Objęty amnestią i wypuszczony na wolność. W jego sprawie interweniował m.in. jeden z przywódców komunistycznej centrali związków zawodowych CGT z Francji Luis Saillant.
W końcu 1948 inspektor w zakładach prefabrykacji. Od 1949 pracował dorywczo w kancelarii prawniczej Maurycego Karniola. Odmówił złożenia wniosku o rehabilitację podobnie jak inni represjonowani w poprzednich latach socjaliści. W 1956 wpisany na listę adwokacką. Był obrońcą m.in. w procesie politycznym Anny Rudzińskiej (1962). Od 1964 radca prawny w warszawskich wydawnictwach, m.in. w „Czytelniku”.

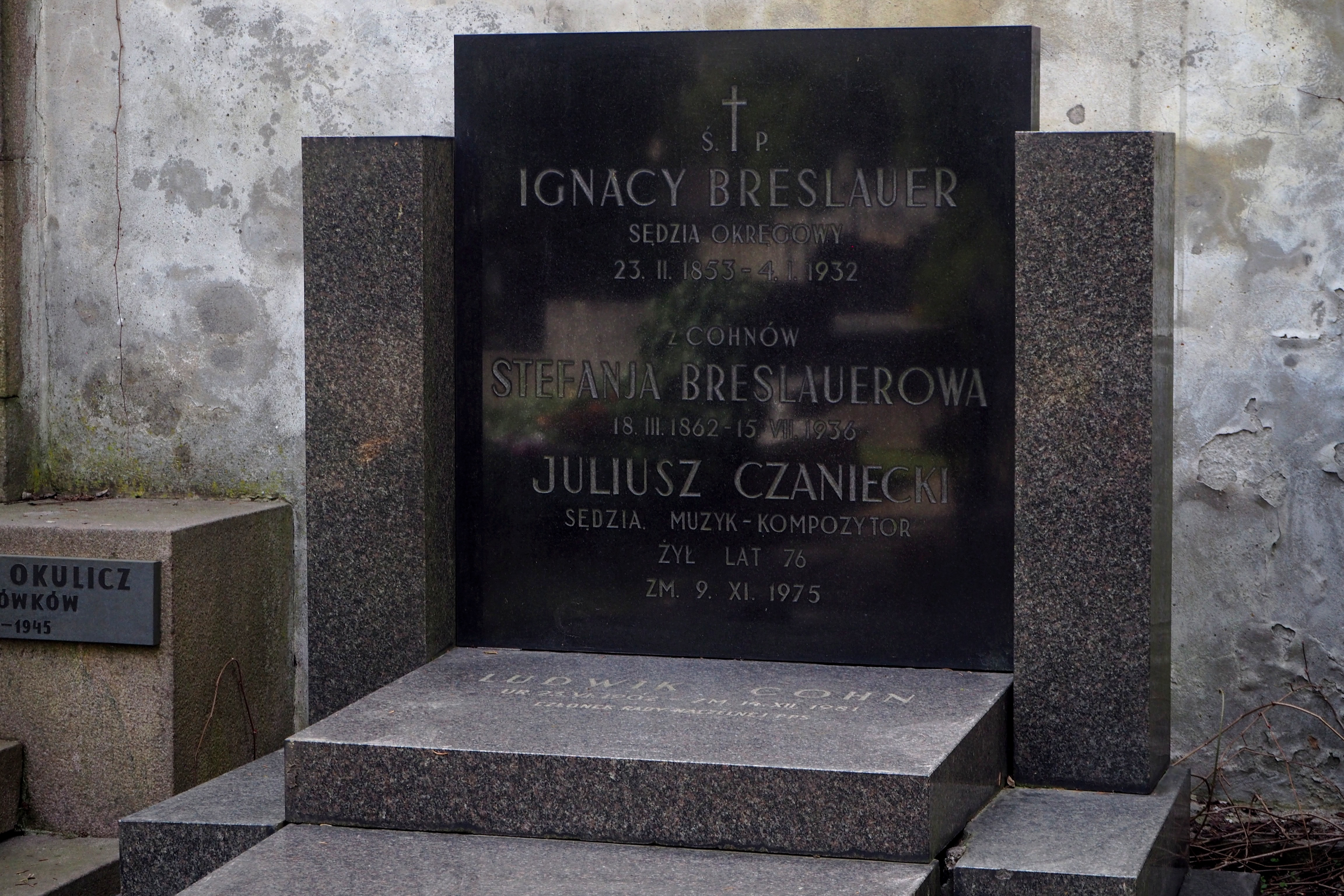
Grób Ludwika Cohna na Cmentarzu ewangelicko-reformowanym w Warszawie

W 1965 na wyjeździe w Paryżu spotkał się z Adamem Ciołkoszem i Zygmuntem Zarembą. Utrzymywał z nimi kontakty po powrocie do kraju. Z tego powodu przeprowadzono u niego rewizję i wszczęto śledztwo w 1971 (umorzone 29 marca 1972).
Związany z opozycją demokratyczną w PRL. Członek Klubu Krzywego Koła. Był sygnatariuszem Listu 59 w grudniu 1975. W 1976 był jednym z założycieli Komitetu Obrony Robotników oraz Komitetu Samoobrony Społecznej „KOR”, podpisał też list 14. Współtworzył w 1980 wraz z Zbigniewem Romaszewskim i Anielą Steinsbergową Komisję Helsińską.
Od 1972 był wolnomularzem członkiem działającej wtedy w konspiracji warszawskiej loży „Kopernik”. Jako kalwinista (po ojcu), został pochowany na warszawskim cmentarzu ewangelicko-reformowanym (kwatera K1-2-29).
W kwietniu 1989 na wniosek Ministra Sprawiedliwości, Sąd Najwyższy zmienił wyrok z 1948 i wszystkich w nim oskarżonych uniewinnił.
23 września 2006 został pośmiertnie odznaczony przez Prezydenta RP Lecha Kaczyńskiego Krzyżem Komandorskim z Gwiazdą Orderu Odrodzenia Polski.